# دیمیتار پتکوف
دیمیتار پتکوف (انگلیسی: Dimitar Petkov؛ ۲ نوامبر ۱۸۵۸ – ۱۱ مارس ۱۹۰۷) یک سیاست‌مدار اهل بلغارستان بود.